# Asplenium trichomanes x germanicum
Asplenium trichomanes x germanicum là một loài dương xỉ trong họ Aspleniaceae. Loài này được mô tả khoa học đầu tiên.
Danh pháp khoa học của loài này chưa được làm sáng tỏ. 

## Hình ảnh

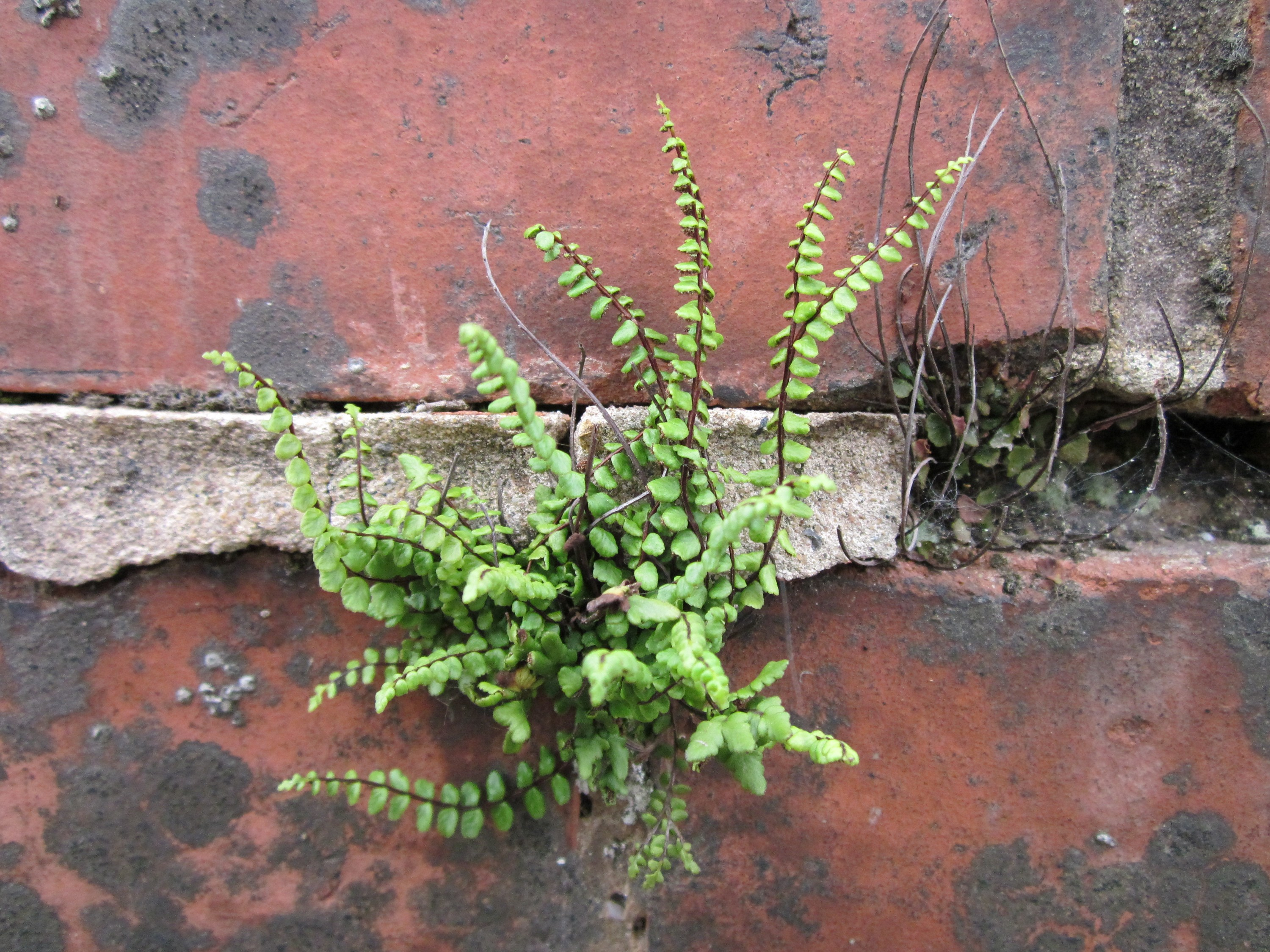
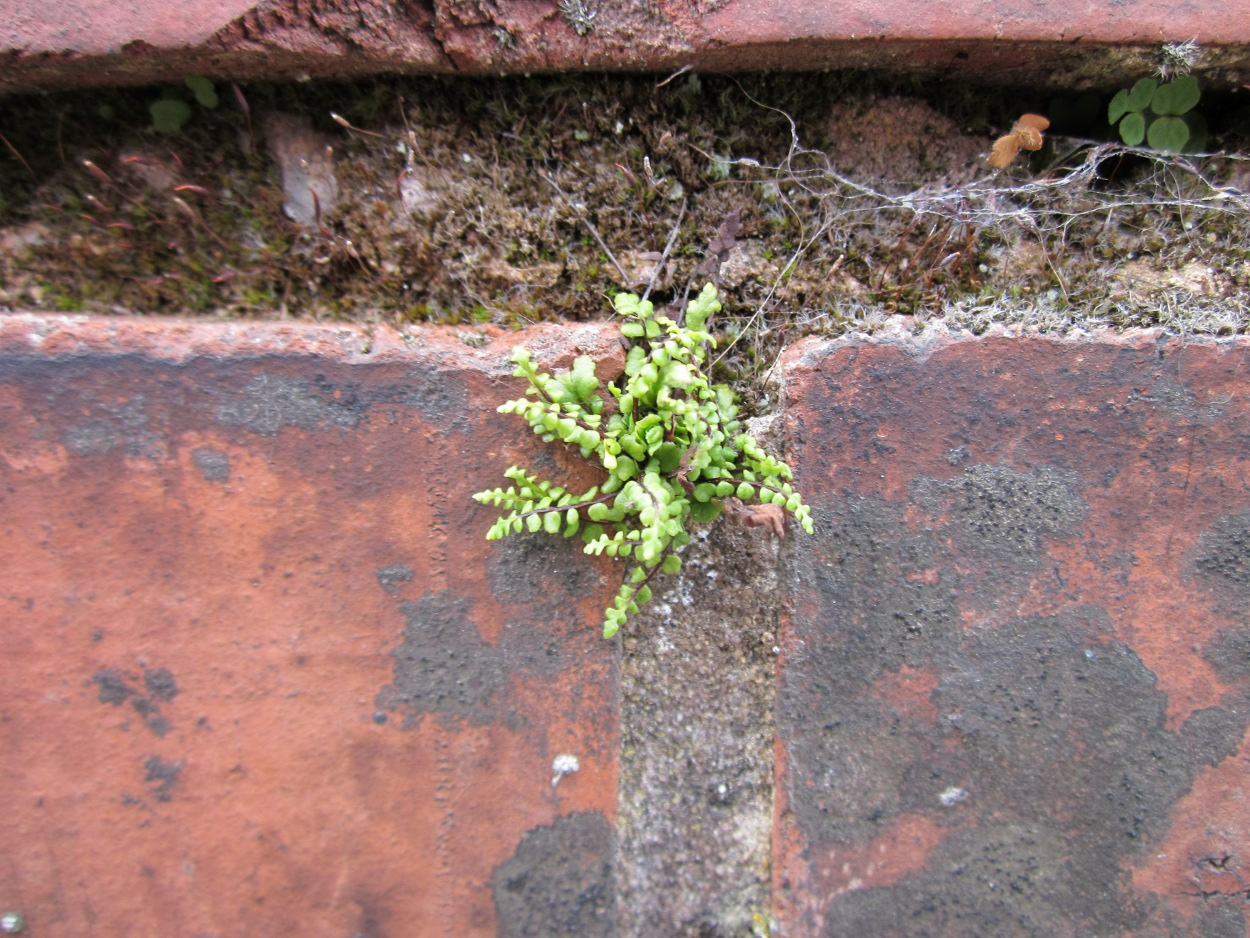
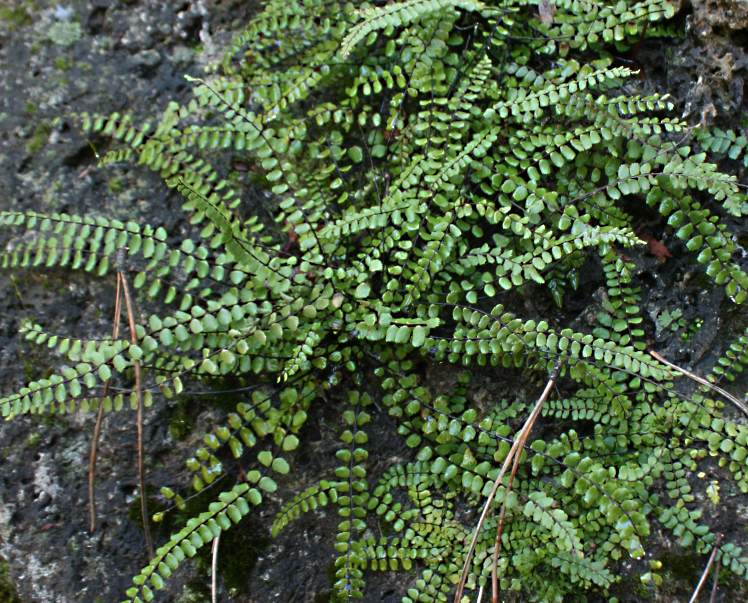
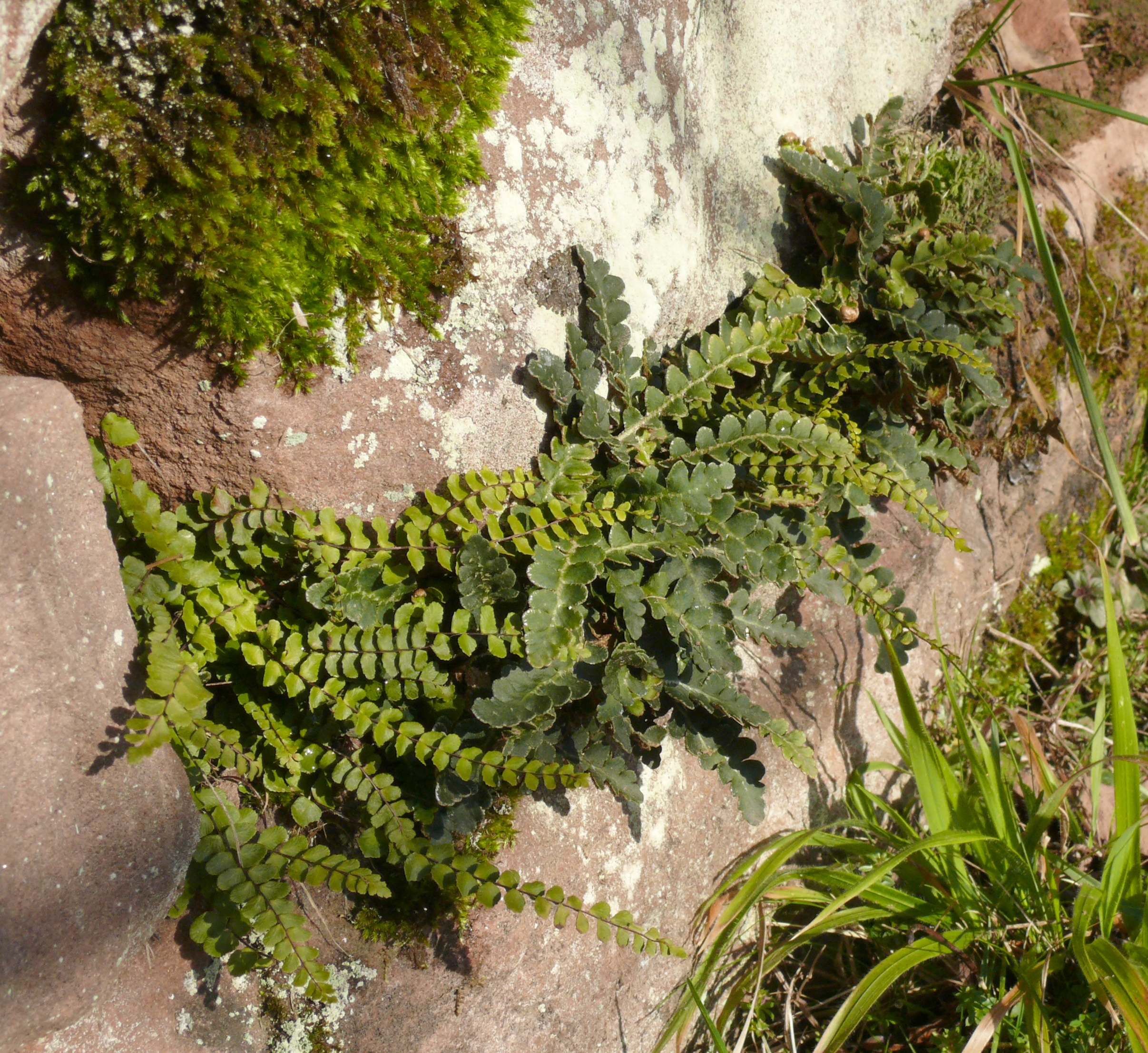